# Omolabus
Omolabus es un género de escarabajos de la familia Attelabidae. En 1860 Jekel describió el género. Esta es la lista de especies que lo componen:
- Omolabus vittata (Horn, 1893)
- Omolabus aeneicollis  Voss, 1925
- Omolabus angulipennis  (Sharp, 1889)
- Omolabus angustifrons (Voss 1925)
- Omolabus argentinicus  Legalov, 2004
- Omolabus bicolor  Legalov, 2008
- Omolabus bifoveatoides   Legalov, 2008
- Omolabus rugicollis (Jekel 1860)
- Omolabus schirmi  (Voss 1925)
- Omolabus sedatus  (Sharp 1889)
- Omolabus spinicollis  Legalov, 2008
- Omolabus spinipectus  Hamilton, 2005
- Omolabus subaeneus  Voss, 1929
- Omolabus subrugosus  Voss 1925
- Omolabus tabaci  (Voss, 1925)
- Omolabus thoracalis  Voss, 1943
- Omolabus tricolor (Kirsch 1874)
- Omolabus troglodytes  (Jekel, 1860)
- Omolabus ujhelyeinsis  Legalov, 2004
- Omolabus venezolensis  (Janczyk, 1960)
- Omolabus veracruensis  Hamilton, 2005
- Omolabus violaceus  (Jekel, 1860)
- Omolabus viridulus  Legalov, 2007
- Omolabus westerduijni  Legalov, 2008